# 松下可憐
松下 可憐（まつした かれん、1985年3月8日 - ）は、日本のAV女優。

## 略歴
神奈川県出身。2004年4月にh.m.pから「未熟カレン」でAVデビューした。

## 出演作品

### アダルトビデオ
2004年
- 未熟カレン（4月30日、h.m.p） ※デビュー作[2]
- 熱愛液（5月26日、h.m.p）[2]
- SEXじかけのフェロモン（6月18日、h.m.p）[2]
- ANAL KAREN（8月13日、桃太郎映像出版）
- 激淫 アナル中出し（9月3日、桃太郎映像出版）
- 淫魔塾（11月8日、アタッカーズ）共演:酒井ちあき、鈴、水沢ゆかり、狩野千秋[3]
- 10代美少女! アナル生専門!（11月18日、ディープス）

2005年
- ひとりエッチ プラス（1月21日、桃太郎映像出版）他出演:高瀬りな、高橋ケイト、中村あみ、川嶋なな、水原たま
- 女子校生 アナル凌辱事件簿3 悪夢、鬼畜達ニ狙ワレタ夏合宿…（2月8日、アタッカーズ）共演:今井つかさ、内藤みわ[3]
- おんなのこのおなにー 7（5月19日、ディープス）他出演:日向あみ、小倉杏、響乃えみる、松本恵美、宝生いずみ、綾瀬ルリ、笠木忍、吉沢ミズキ、白鳥るり、大森りり、天衣みつ、月乃あずみ

2011年
- フェラコレ熟女編X（2011年8月25日、隼エージェンシー）他多数出演

### イメージビデオ
2004年
- シースルーレッグス ＜透ける下半身＞ （7月23日、心交社）他出演:渡瀬晶
- 美脚OLのフェティッシュな一日 ＜ライブ編＞ （12月10日、心交社）